# Grammatiko
Grammatiko (in greco Γραμματικό?) è una ex comunità della Grecia nella periferia dell'Attica (unità periferica dell'Attica Orientale) con 1 443 abitanti secondo i dati del censimento 2001.
il 14 agosto 2005, il volo Helios Airways 522 si è schiantato sulle colline vicino a Grammatiko dopo che la mancanza di pressione nella cabina ha provocato lo svenimento di tutti gli occupanti a bordo. Fra le 121 persone, non ci sono stati sopravvissuti.
È stata soppressa a seguito della riforma amministrativa, detta Programma Callicrate, in vigore dal gennaio 2011 ed è ora compresa nel comune di Maratona.